# Halaphanolaimus norvegicus
Halaphanolaimus norvegicus är en rundmaskart som beskrevs av Allgen 1946. Halaphanolaimus norvegicus ingår i släktet Halaphanolaimus och familjen Leptolaimidae. Inga underarter finns listade i Catalogue of Life.